# Eriauchenus workmani
Espèce
Synonymes
- Eriauchenus workmanni O. Pickard-Cambridge, 1881

Eriauchenus workmani est une espèce d'araignées aranéomorphes de la famille des Archaeidae.

## Distribution
Cette espèce est endémique de Madagascar.

## Description
Le mâle décrit par Wood et Scharff en 2018 mesure 4,27 mm et la femelle 4,53 mm.

## Étymologie
Cette espèce est nommée en l'honneur de Thomas Workman (1844–1900).

## Publication originale
- O. Pickard-Cambridge, 1881 : « On some new genera and species of Araneidea. » Proceedings of the Zoological Society of London, vol. 1881, p. 765-775 (texte intégral).